# Luis Carrizo
Luis Ángel Carrizo (Junín, Argentina, 12 de septiembre de 1935-Buenos Aires, 12 de noviembre de 2007) fue un futbolista argentino que se desempeñó como guardameta. Fue una leyenda en Racing Club, donde integró el histórico equipo dirigido por Juan José Pizzuti que se consagró campeón de la Primera División en 1966, y de la Copa Libertadores y la Copa Intercontinental en 1967.
Según reveló el propio jugador, Luis Carrizo era hijo de Luciano Agnolín, el máximo goleador de la principal división de ascenso del Fútbol argentino.
De temperamento duro y un porte físico imponente -medía 1,90 metros y pesaba casi 100 kilos. Carrizo se destacó por sus reflejos y por la seguridad que le transmitía al conjunto. 

## Trayectoria
Antes de defender los tres palos de la Academia, el Racing Club de Avellaneda, donde desembarcó en 1963, pasó por San Lorenzo, Estudiantes, All Boys y El Porvenir (En 1961).
Fue una de las piezas fundamentales del histórico plantel de Racing Club de la década del 60, dirigido por Juan José Pizzuti, conocido como El Equipo de José, que también conformaban Alfio Basile, Roberto Perfumo, Humberto Maschio y el Panadero Díaz, entre otros. Con este plantel disputó 100 partidos, 98 en el ámbito local y 2 internacionales. 
Carrizo ocupó el arco de Racing en 31 de los 38 partidos del torneo de 1966 que consagró al equipo de Avellaneda campeón del fútbol argentino. Sólo no actuó en las siete primeras jornadas de aquel campeonato, en las que el puesto estaba en poder del soberbio Agustín Mario Cejas. El 17 de abril de ese año, en el empate 1-1 con River, Cejas se lesionó una mano, Carrizo lo reemplazó en el entretiempo y ya no dejó más el arco de la Academia. 
Jugó el año 1969 en el Rangers de Talca, en Chile, logrando el subcampeonato de la primera división ese mismo año, esto significaría la clasificación a la Copa Libertadores de 1970, donde Carrizo jugaría todos los partidos de la fase de grupos. El equipo no logró un buen campeonato pero el hecho de haber llegado ya era una novedad y algo destacable en Talca. Se retiró del profesionalismo en 1970. Terminó su etapa futbolística en el Verónica, de la Liga Amateur Platense.
Luis Carrizo falleció por causas naturales a los 72 años el  12 de noviembre de 2007. Nueve días antes había recibido una distinción en la fiesta de los 40 años de la coronación de Racing como campeón Intercontinental. Sus restos fueron cremados en el cementerio de la Chacarita.

## Palmarés

### Campeonatos nacionales
| Torneo           | Club        | País      | Año  |
| ---------------- | ----------- | --------- | ---- |
| Primera División | Racing Club | Argentina | 1966 |

### Campeonatos internacionales
| Torneo                | Club        | País    | Año  |
| --------------------- | ----------- | ------- | ---- |
| Copa Libertadores     | Racing Club | Chile   | 1967 |
| Copa Intercontinental | Racing Club | Uruguay | 1967 |